# Гельцманівці
Гельцманівці (словац. Helcmanovce) — село в окрузі  Ґаланта Трнавського краю Словаччини. Площа села 12,85 км². Станом на 31 грудня 2015 року в селі проживало 1438 жителів.

## Історія
Перші згадки про село датуються 1297 роком.

## Населення
| Рік:            | 1994. | 2004.   | 2014.   | 2024.   |
| --------------- | ----- | ------- | ------- | ------- |
| Кількість осіб: | 1631  | 1558    | 1445    | 1364    |
| Різниця:        |       | -4,47 % | -7,25 % | -5,60 % |

| Рік:            | 2023. | 2024. |
| --------------- | ----- | ----- |
| Кількість осіб: | 1364  | 1364  |
| Різниця:        |       | +0 %  |